# Filmåret 1920

## Årets filmer

### A - G
- Baron Olson
- Bodakungen
- Bomben
- Carolina Rediviva
- De läckra skaldjuren
- Den förlorade sonen
- Der Golem, wie er in die Welt kam
- Dr. Caligaris kabinett
- En hustru till låns
- Erotikon
- Ett ödesdigert inkognito
- Familjens traditioner
- Fiskebyn
- Flickorna i Åre
- Gyurkovicsarna

### H - N
- Herrskapet Stockholm ute på inköp
- L'Homme du large
- Kapten Grogg på Stora Oceanen
- Karin Ingmarsdotter
- Klostret i Sendomir
- Kärlek och björnjakt
- Lunda-indianer
- Mästerman

### O - U
- Ombytta roller
- One Week
- Prästänkan
- Robinson i skärgården
- Skomakarprinsen
- Thora van Deken
- Trollsländan

### V - Ö
- Zorros märke[1]
- Äventyrarnas överman
- Äventyrerskan

## Födda
- 12 januari – Carl-Axel Elfving, svensk skådespelare.
- 13 januari – Bert Sorbon, svensk inspicient och skådespelare.
- 20 januari
  - Federico Fellini, italiensk filmregissör och komiker.
  - DeForest Kelley, amerikansk skådespelare.
- 4 februari – Sten Sture Modéen, svensk skådespelare och kortfilmsregissör.
- 7 februari – Eddie Bracken, amerikansk skådespelare.
- 8 februari – Bengt Ekerot, svensk skådespelare och regissör.
- 23 februari – Henry Lindblom, svensk sångare, skådespelare och tv-man.
- 26 februari
  - Lennart Palme, svensk manusförfattare och reklamkonsult.
  - Tony Randall, amerikansk skådespelare.
- 28 februari – Alf Kjellin, svensk skådespelare och filmregissör.
- 3 mars – James Doohan, kanadensisk skådespelare och författare.
- 8 mars – Eva Dahlbeck,  svensk skådespelare, författare och poet.
- 14 mars – Anders Börje, svensk sångare, kompositör och skådespelare.
- 20 mars – Lennart Landheim, svensk filmproducent och inspicient.
- 26 mars – Börje Nyberg, svensk skådespelare, regissör och manusförfattare.
- 1 april
  - Liane Linden, svensk skådespelare.
  - Toshirô Mifune, japansk skådespelare.
  - Susanna Östberg, svensk skådespelare och sångerska.
- 2 april – Jan Molander, svensk skådespelare och regissör.
- 7 april – Monica Schildt, svensk skådespelare.
- 8 april – Charlotte Dittmer, svensk skådespelare.
- 19 april – Nils Ahlroth, svensk underhållare och skådespelare.
- 26 april – Maud Hyttenberg, svensk skådespelare.
- 28 april – Ann-Margret Bergendahl, svensk skådespelare.
- 5 maj – Bengt Brunskog, svensk skådespelare.
- 10 maj – Eva Henning, svensk skådespelare.
- 15 maj – Michel Audiard, fransk manusförfattare och regissör
- 16 maj – Ingrid Backlin, svensk skådespelare.
- 26 maj
  - Peggy Lee, amerikansk sångerska och skådespelare.
  - Rolf "Rulle" Lövgren, svensk revyartist.
- 11 juni – Majken Cullborg, svensk författare och manusförfattare.
- 14 juni – Lennart Nyberg, svensk barn- och ungdomsskådespelare.
- 29 juni – Ray Harryhausen, amerikansk filmregissör och producent.
- 1 juli – Harold Sakata, amerikansk skådespelare.
- 5 juli – Barbro Ribbing, svensk skådespelare.
- 23 juli – Claes Falkenberg, svensk skådespelare.
- 25 juli – Jan Erik Lindqvist, svensk skådespelare.
- 7 augusti – Harry Arnold, svensk kapellmästare och kompositör, arrangör av filmmusik.
- 17 augusti – Maureen O'Hara, irländsk-amerikansk skådespelare.
- 18 augusti – Shelley Winters, amerikansk skådespelare.
- 21 augusti – Hans Ullberg, svensk skådespelare.
- 26 augusti – Arne Andersson, svensk skådespelare och operasångare.
- 1 september – Richard Farnsworth, amerikansk skådespelare.
- 5 september – Sture Djerf, svensk skådespelare, regissör och manusförfattare.
- 14 september – Stellan Agerlo, svensk skådespelare.
- 20 september – Ellen Rasch, svensk balettdansös och skådespelare.
- 23 september – Mickey Rooney, amerikansk skådespelare.
- 30 september – Torbjörn Iwan Lundquist, svensk filmmusikkompositör.
- 1 oktober – Walter Matthau, amerikansk skådespelare.
- 14 oktober – Cécile Ossbahr, svensk skådespelare.
- 15 oktober – Mario Puzo, amerikansk författare och manusförfattare.
- 18 oktober
  - Melina Mercouri, amerikansk-grekisk skådespelare, författare och politiker.
  - Ulf Palme, svensk skådespelare, författare och regissör.
- 7 november – Per Axel Arosenius, svensk skådespelare.
- 19 november – Gene Tierney, amerikansk skådespelare.
- 25 november – Ricardo Montalban, mexikansk skådespelare.
- 30 november – Virginia Mayo, amerikansk skådespelare.
- 4 december – Michael Bates, brittisk skådespelare.
- 23 december – Erik Molin, svensk skådespelare.
- 26 december
  - Mary Rapp, svensk skådespelare.
  - Eva Stiberg, svensk skådespelare.
- 30 december – Gerd Widestedt, svensk skådespelare.

## Avlidna
- 25 april – Clarine Seymour, 21, amerikansk skådespelare.
- 22 maj – Hal Reid, 58, amerikansk skådespelare och regissör.
- 10 augusti – James O'Neill, 72, irländsk-amerikansk skådespelare.
- 27 augusti – Hildur Carlberg, 76, svensk skådespelare.
- 5 september – Robert Harron, 27, amerikansk skådespelare.
- 10 september – Olive Thomas, 25, amerikansk skådespelare och fotomodell.

### Fotnoter
1. ↑  IMDB, läst 29 februari 2012